# خويفيرة بوليفية
خويفيرة بوليفية (الاسم العلمي:Koeleria boliviensis) هي نوع من النباتات تتبع جنس الخويفيرة من الفصيلة النجيلية. تم وصف هذا النوع من النبات علمياً لأول مرة من قبل رينيه لويش ديفونتين سنة 1798. سمي هذا النوع نسبةً إلى بوليفيا.